# Pabianice
Pabianice – miasto w województwie łódzkim, siedziba powiatu pabianickiego. Drugie co do liczby mieszkańców miasto aglomeracji łódzkiej. Pabianice należą do Związku Miast Polskich. Pod względem powierzchni miasto znajduje się na 10. pozycji w województwie łódzkim, a 150. w Polsce. Były miastem duchownym kapituły katedralnej krakowskiej w powiecie szadkowskim województwa sieradzkiego w końcu XVI wieku. Patronem miasta jest św. Maksymilian Maria Kolbe.
Według danych GUS z 31 grudnia 2020, Pabianice liczyły 63 945 mieszkańców i były pod względem liczby ludności trzecim (po Łodzi oraz Piotrkowie Trybunalskim) miastem w województwie łódzkim, a 60. spośród najludniejszych miast w Polsce.

## Położenie

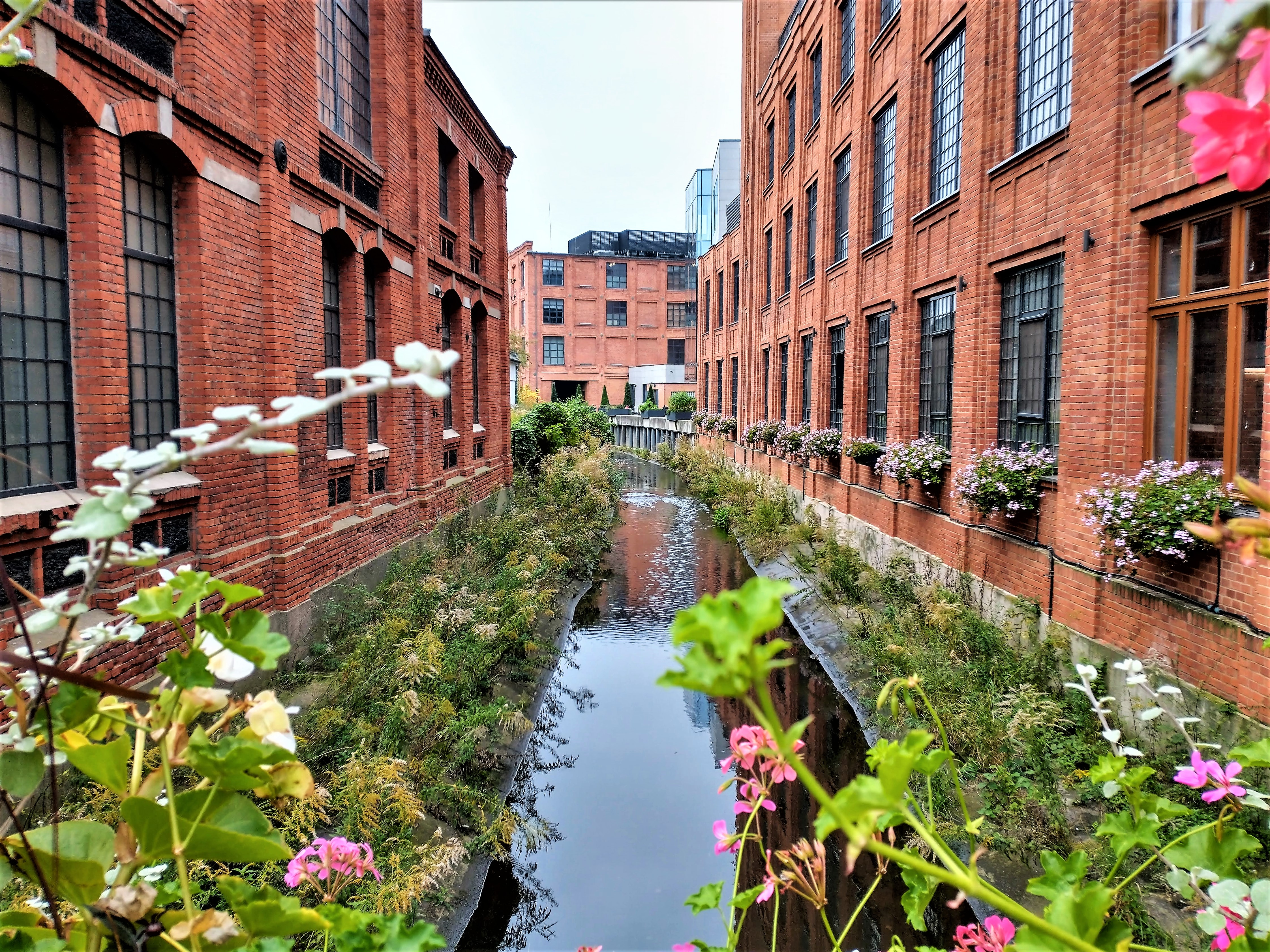
Rzeka Dobrzynka płynąca pomiędzy dawnymi obiektami fabrycznymi

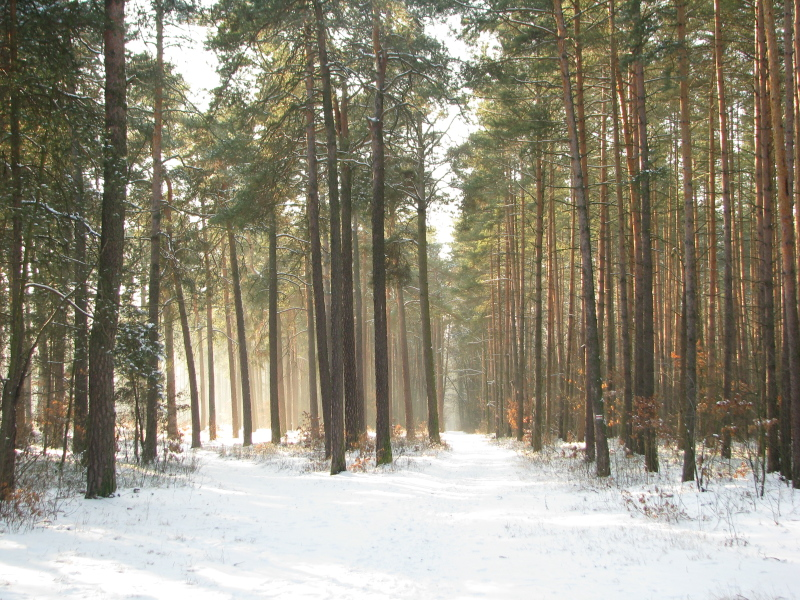
Park Wolności

Pabianice leżą w zespole miejskim Łodzi. Obszar miasta obejmuje 32,99 km² co stanowi 6,7% powierzchni powiatu pabianickiego i charakteryzuje się wydłużeniem w kierunku równoleżnikowym rozciągającym się na równinie. Najniższy punkt miasta jest położony nad rzeką Dobrzynką, przy północnej granicy Pabianic, jego wysokość wynosi 174 m n.p.m. Najwyższy punkt jest zlokalizowany na południe od lasu miejskiego z wysokością 203 m n.p.m. Pabianice graniczą z Łodzią oraz gminami Dobroń, Ksawerów, Pabianice i Rzgów.
Pod względem historycznym Pabianice leżą w dawnej ziemi sieradzkiej.
Procentowy podział gleb w mieście pod względem struktury użytkowania:
- użytki rolne: 48,5%
- grunty zurbanizowane i zabudowane: 32,2%
- tereny komunikacyjne: 9,5%
- użytki leśne: 8,9%
- grunty pod wodami i tereny różne: 0,9%[8]

Pabianice są położone w kredowej niecce łódzkiej, wypełnionej osadami lodowcowymi i aluwialnymi gdzie występują gleby piaskowe i bielicowe (klasa V i VI) oraz gleby aluwialne i mułowo-bagienne klasy IV oraz gleby III klasy zajmujące ok. 9,7% terenu. W granicach miasta i gminy wiejskiej jest kilka żwirowisk oraz odkrywek gliny zwałowej, przy których budowano miejscowe cegielnie. Cegielnia zlokalizowana przy ul. Rzgowskiej posiadała własną kolejkę wąskotorową.

## Sąsiednie gminy
Dobroń, Ksawerów, miasto Łódź, Pabianice (gmina wiejska), Rzgów

## Historia

### Początki osady
Pabianice powstały zapewne na przełomie X i XI w. jako niewielka śródleśna osada nad rzeczką Dobrzynką, dopływem Neru. Z tego też okresu pochodzi nazwa miejscowości, której założycielem był prawdopodobnie człowiek noszący imię Fabian (Pabian), dość popularne w sąsiednich Czechach. Z czasem zapomniano o prawdziwym znaczeniu nazwy i piszący pod koniec XIX w. miejscowy dziejopisarz Maksymilian Baruch na podstawie miejscowych legend wywnioskował, że pierwotna nazwa brzmiała Pobawianice lub Pobijanice od zabawy w tutejszych lasach książąt i polowaniach (bijania) na dziką zwierzynę. Zupełnie inną wersją było wzięcie miana od skądinąd nieznanej księżnej o imieniu Pabianka, która miała być tak szpetnej urody, że musiano ją ukrywać przed ludźmi. Wedle miejscowej legendy, aby ukryć brzydotę przed postronnymi udawała się na modlitwy do kościoła św. Mateusza z odległego o kilkadziesiąt metrów zamku podziemnym przejściem, prowadzącym pod obecną ul. Zamkową.

### Pabianice wsią kościelną

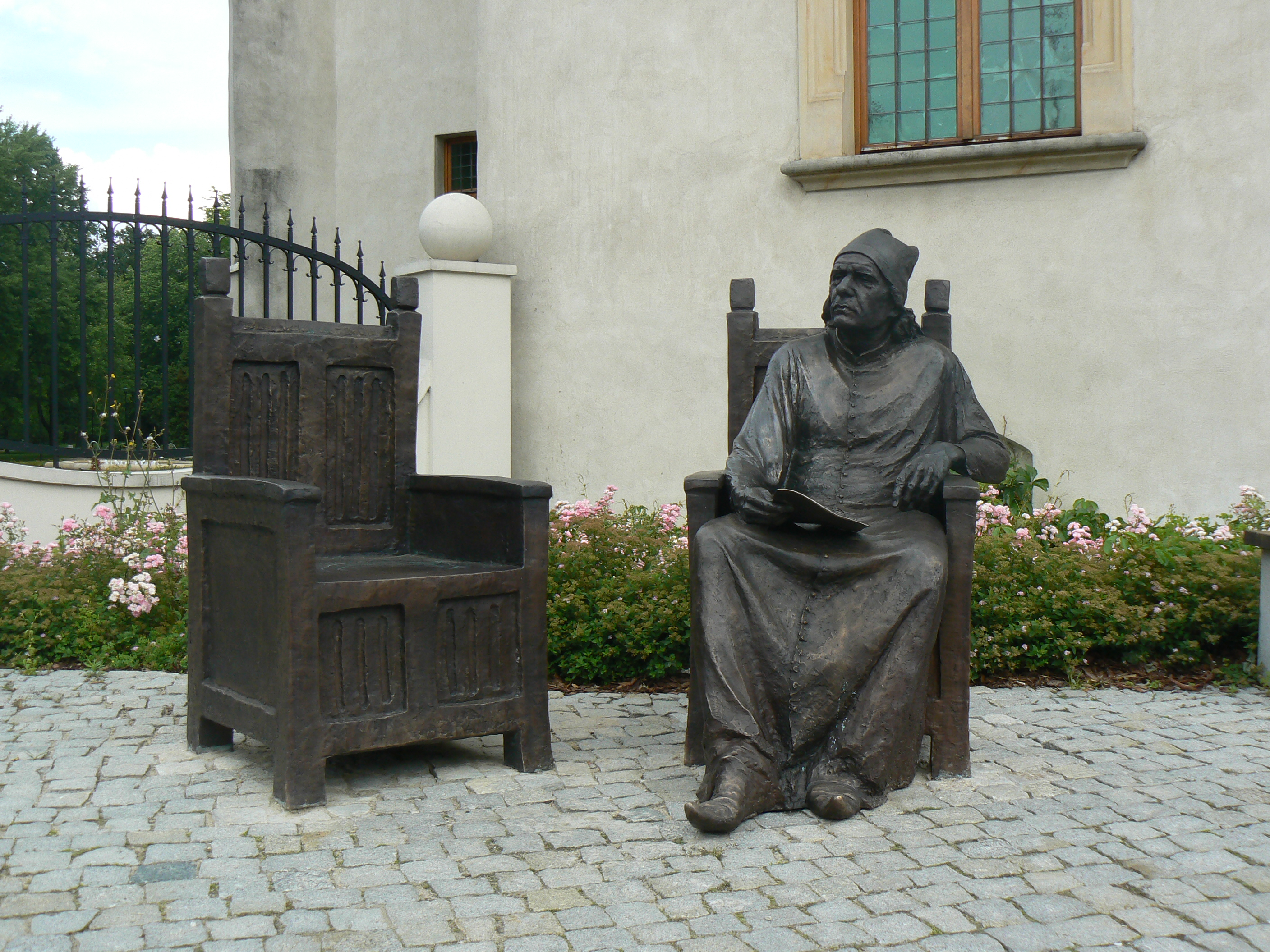
Pomnik Jana Długosza w przy dworze obronnym kapituły krakowskiej w Pabianicach

Początkowo wieś była własnością księcia. Dopiero w II poł. XII w. stała się posiadłością kościoła krakowskiego. Źródła wiążą to wydarzenie z księżniczką czeską Judytą – pierwszą żoną Władysława Hermana. Powodem darowizny osady Pabianice wraz z okolicą zwaną Chropy (nazwa ta oznacza tereny podmokłe, bagienne), miała być według tradycji chęć złożenia wotum w celu wybłagania narodzin potomka (para książęca mogła się cieszyć 25 sierpnia 1085 lub 1086 z narodzin Bolesława III Krzywoustego). Położone w dużej odległości od Krakowa Pabianice przez następne stulecia przeżywały stagnację. Jak napisał w swojej kronice kanonik krakowski Jan Długosz: „częściej (okolice – przyp.) zwierz dziki za legowisko obierał, aniżeli dotykał pług rolnika”.

### Powstanie miasta

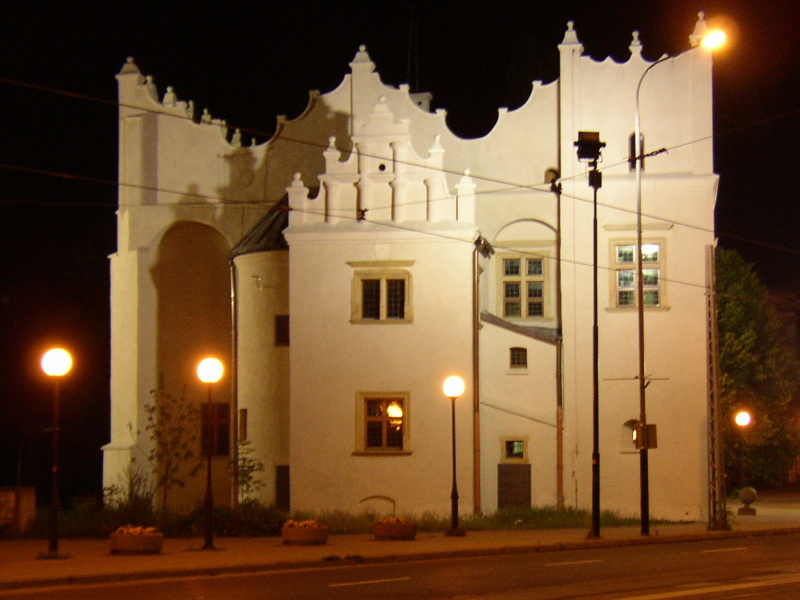
Dwór obronny w Pabianicach. Dawne centrum administracyjne włości pabianickich

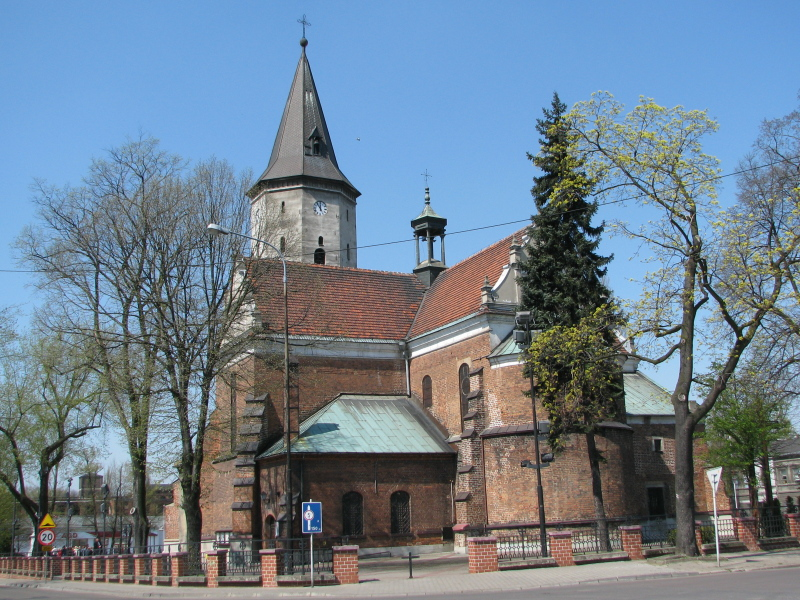
Kościół pw. św. Mateusza w Pabianicach

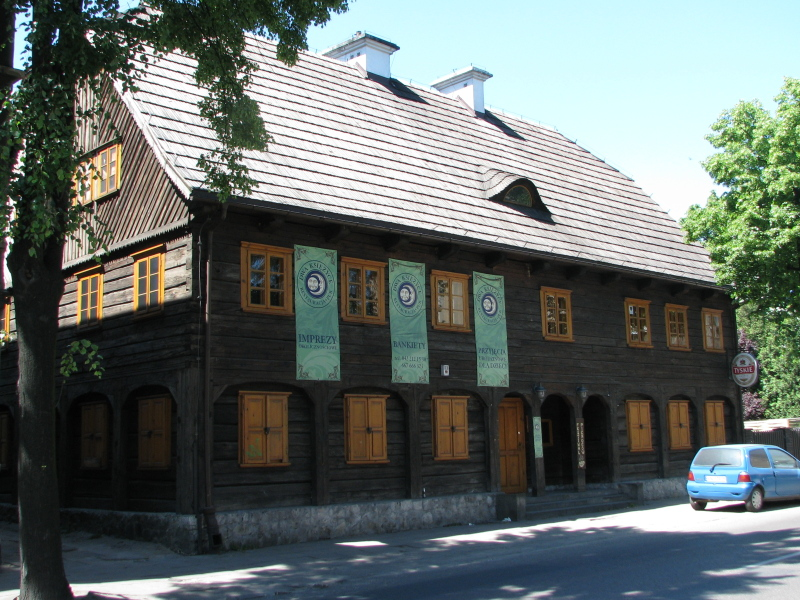
Zabytkowy, unikatowy Dom Tkaczy w Pabianicach przy ulicy Św. Jana

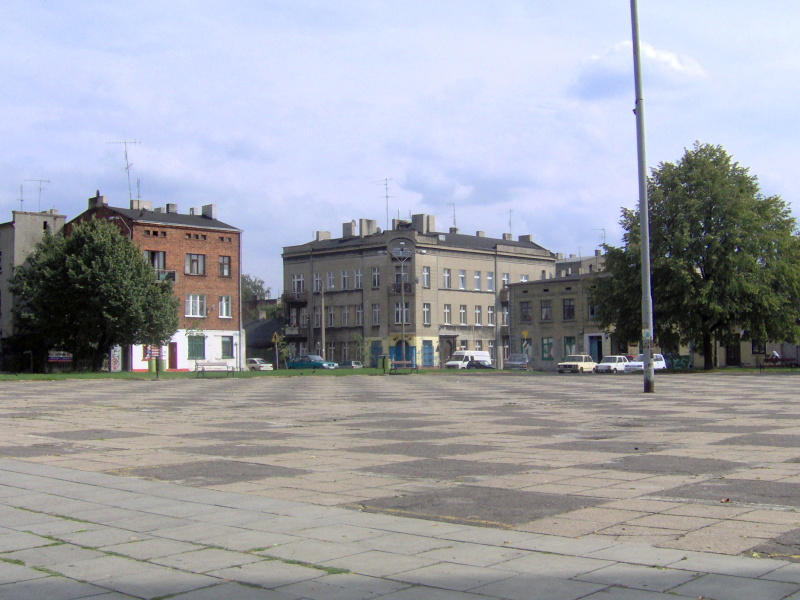
Stary Rynek w Pabianicach – centrum średniowiecznego miasta. Stracił na znaczeniu w XIX wieku, kiedy na zachód od niego powstało Nowe Miasto

Sytuacja zmieniła się diametralnie na przełomie XIII i XIV w., kiedy siedziba zarządu dóbr kompleksu kapituły w ziemi sieradzkiej została umiejscowiona właśnie w Pabianicach. Wkrótce rozpoczęto też starania o możliwość lokowania tutaj miasta. Kiedy to się dokładnie stało, nie wiadomo, gdyż dokumenty lokacyjne spłonęły jeszcze w XVI w. Wprawdzie zgodę na założenie miasta wydał na ręce biskupa krakowskiego Jana Muskaty jeszcze Władysław Łokietek w 1297, jednak cel ten udało się zrealizować prawdopodobnie dopiero w połowie XIV w . Badacze najczęściej przyjmują lata 1342–1354, czyli równolegle z powstaniem tutejszej parafii. Pierwsze wzmianki źródeł o Pabianicach jako mieście pochodzą z końca XIV w . Wiadomo, że Pabianice wraz z lokacją otrzymało prawo do dwóch dni targowych – wtorek i piątek, co korzystnie wpłynęło na interesy ówczesnych mieszczan, oraz do dwóch jarmarków w dniu św. Mateusza 24 lutego i św. Wawrzyńca 3 czerwca. Zatwierdził je i dodał do nich trzeci w dniu św. Filipa i Jakuba 1 maja w 1549 król Zygmunt August.

### Własność kościelna
Pabianice pozostały własnością kościelną kapituły krakowskiej. Do końca XVI w. kompleks ten obejmował dwa miasteczka (także Rzgów) oraz 51 wsi. W celu pomnożenia dochodów kapituła często decydowała się oddawać w zamian za opłaty swoje posiadłości w dzierżawę. Tenutariuszami (dzierżawcami) byli najczęściej duchowni, wywodzący się zresztą na ogół z kapituły krakowskiej, choć ze względu na ich liczne obowiązki zatrzymujące ich w stolicy, ich rolę przejmowali czasami świeccy starostowie. Własność kościelna utrzymała się na ziemi pabianickiej aż do końca istnienia I Rzeczypospolitej. Po 1793 zostały sekularyzowane przez Prusaków, stając się ekonomią rządową.

### Miasto w I Rzeczypospolitej
Pabianice nie były dużą miejscowością. W okresie najlepszej prosperity polskich miast, na przełomie XVI i XVII w., miasteczko osiągnęło liczbę tylko 1100 mieszkańców. Był to jednak znacznie lepszy rezultat niż mogła się pochwalić pobliska Łódź. Miasteczko ówczesne posiadało wyłącznie zabudowę drewnianą, zlokalizowaną wzdłuż starego traktu, biegnącego z Krakowa do Łęczycy (jest to obecna ulica Warszawska, dawniej zwana Piotrkowską). Jak to miało miejsce w większości niedużych ośrodków miejskich, ludność zajmowała się głównie uprawą ziemi. Także tutaj dało się jednak zauważyć wiele instytucji typowych dla miasta, jak drewniany ratusz poświadczony źródłowo w 1533. Właśnie w II poł. XVI w. zbudowano najcenniejsze pabianickie zabytki w stylu renesansowym – dwór obronny tenutariuszy dóbr pabianickich (wzniesiony w latach 1565–1571) oraz kościół parafialny św. Mateusza (1583–1588). Architektem obu obiektów był najprawdopodobniej Ambroży Włoch natomiast wykonawcą Wawrzyniec Lorek, któremu kapituła krakowska w zamian za budowę przyznała dom na Nowym Mieście w Pabianicach. W mur kościoła od strony północnej wmurowano fragment portalu rozebranej wieży mostowej z pierwotnym herbem Pabianic.
W mieście istniały cechy rzemieślników m.in. kołodziejów, kowali, piekarzy, rzeźników, sukienników, szewców, kuśnierzy i białoskórników (wytwórców zamszu). Przywilej cechowy ww. cechów nadany został 31 sierpnia 1553 przez kapitułę, a potwierdził go dwa lata później Zygmunt August.

### Upadek miasta w XVII i XVIII w.
Od końca XVI w. miasto zaczęło powoli tracić na znaczeniu, nawet w skali regionalnej. Przyczyniły się to tego klęski żywiołowe (częste pożary i epidemie) oraz wojny niszczące miasto. We znaki dał się wtedy zwłaszcza fakt braku murów miejskich, przez co Pabianice stanowiły łatwy łup dla przeciągających oddziałów wojskowych, często również nieopłacanych polskich. W końcu XVIII w. Pabianice zamieszkiwało już tylko 482 mieszkańców, w tym 15 Żydów. Były więc miastem tylko z nazwy.

### Miasto w Królestwie Polskim

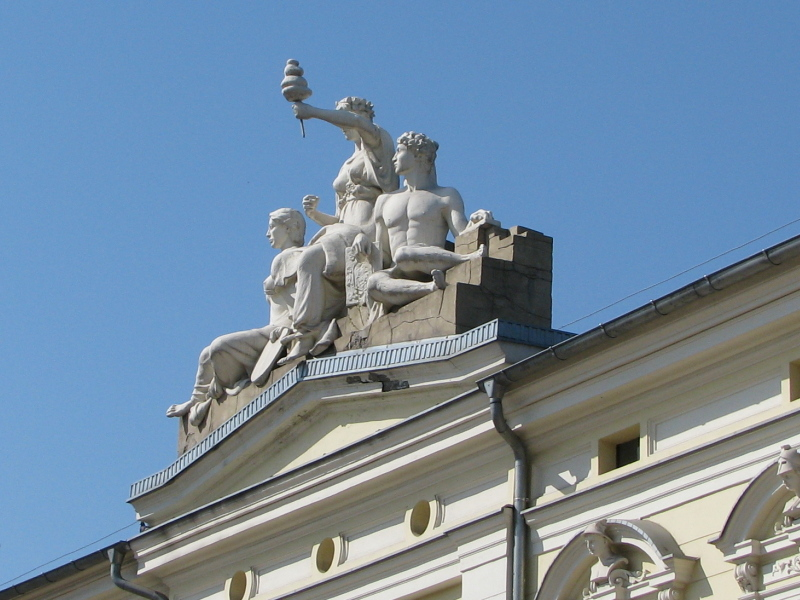
„Prządki” – rzeźba umieszczona na dawnym biurze zakładów Krusche & Ender, stała się symbolem Pabianic

Okres stagnacji, jaką przeżywały Pabianice, minął bezpowrotnie wraz z utworzeniem Królestwa Polskiego (1815) i włączeniem miasta do województwa kaliskiego. Nowy polski rząd przeznaczył okolicę pod rozbudowę przemysłu włókienniczego i sukienniczego w kalisko-mazowieckim okręgu przemysłowym. Sprzyjała temu obfitość lasów, wód i gruntów rządowych. Powstający przemysł ściągnął do Pabianic osadników. Początkowo przybywali głównie mieszkańcy okolicznych miejscowości, po 1825 zaczęli się pojawiać osadnicy spoza Królestwa Polskiego. Wykwalifikowanych tkaczy i sukienników zachęcano do przyjazdu darmowymi działkami budowlanymi oraz ulgami podatkowymi. Dzięki temu liczba ludności szybko rosła. W latach 1823–1824 zdecydowano przeprowadzić regulację urbanistyczną Pabianic, tworząc tzw. Nowe Miasto, z osobnym Rynkiem (obecnie stoi tu dom towarowy „Trzy Korony”). Główną arterią komunikacyjną stała się ulica Szosowa (obecnie ul. Zamkowa).
Okazją do błyskawicznego rozwoju Pabianic był kryzys w sukiennictwie, spowodowany wprowadzeniem w 1832 granicy celnej między Królestwem Polskim a Rosją. Umożliwiło to dynamiczny rozwój produkcji tkanin bawełnianych. Kolejne ważne daty w rozwoju tutejszego przemysłu to 1851, gdy zniesiono bariery celne między Królestwem z Rosją (otwarcie rynków zbytu dla wyrobów bawełnianych) oraz 1864, gdy uwłaszczono chłopów (dopływ taniej siły roboczej). Największym zakładem przemysłowym Pabianic było wówczas przedsiębiorstwo włókiennicze Krusche-Ender, które zatrudniało pod koniec XIX w. 4000 robotników. W 1913 było ono czwartym co do wielkości zakładem włókienniczym w kraju. Liczba ludności Pabianic rosła nieustannie. Tylko w drugiej połowie XIX w. – ośmiokrotnie. U progu I wojny światowej w 1914 miasto zamieszkiwało już 48 000 mieszkańców. Pabianice stały się jednym z większych przemysłowych miast w Królestwie (szóste miejsce pod względem liczby zatrudnionych robotników).

### Miasto trzech nacji
Pabianice, podobnie jak Łódź, stały się w XIX w. miastem wielokulturowym. Oprócz Polaków istotną rolę odgrywali w nim Niemcy i Żydzi.

#### Niemcy
W Pabianicach oprócz żywiołu polskiego od końca XVIII w. zaczęli się pojawiać również osadnicy niemieccy i żydowscy. Przybysze z Niemiec osiedlali się i budowali swoje siedziby oraz fabryki głównie na Nowym Mieście i byli to z reguły specjaliści branży włókienniczej (tkacze, prządkowie, farbiarze). Dała się jednak zauważyć pewna specyfika – w przeciwieństwie do innych ośrodków zagłębia włókienniczego do Pabianic tłumnie przyjeżdżali oprócz luteran z Prus i zaboru pruskiego, czy Saksonii również niemieccy katolicy z Bawarii, Austrii, czy ze Śląska. W 1848 r. odsetek protestantów (głównie Niemców) w mieście osiągnął największy pułap 34%, następnie w związku z napływem ze wsi do przemysłu ludności polskiej stan ten sukcesywnie malał (spadł do 10% w 1914). Zmiany w proporcjach ludnościowych dokonywały się też na skutek szybkiej polonizacji części przybyszów (np. rodzina św. Maksymiliana Kolbego). Spory procent mieszkańców miasteczka stanowili również wyznawcy innych kościołów reformowanych zwłaszcza kalwini (ich główny zbór znajdował się w pobliskim Zelowie) i bracia morawscy (członkami tego kościoła byli założyciele zakładów przemysłowych – Rudolf Kindler oraz Beniamin Krusche). Nabożeństwa dla miejscowych luteran początkowo odprawiane były w pabianickim zamku.
Dopiero później (w latach 1827–1831) na rogu ulicy Zamkowej i Kilińskiego wybudowano kościół ewangelicko-augsburski (rozbudowany w latach 1875–1876).

#### Żydzi

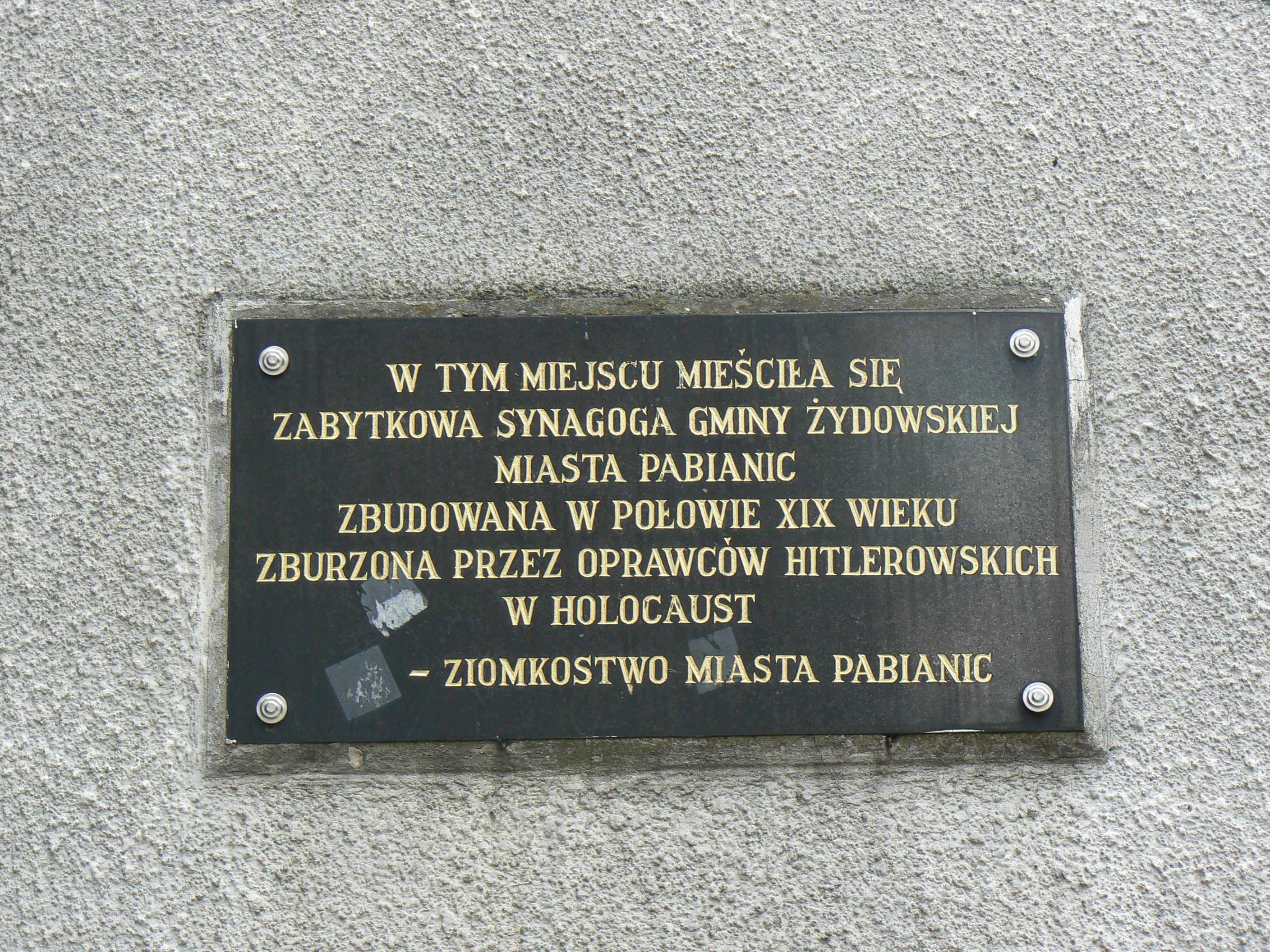
Tablica upamiętniająca rozebraną w latach 60. XX wieku synagogę w Pabianicach przy ul. Bóźnicznej 4 (tablicę umieszczono na budynku przy ul. Bóźnicznej 6)

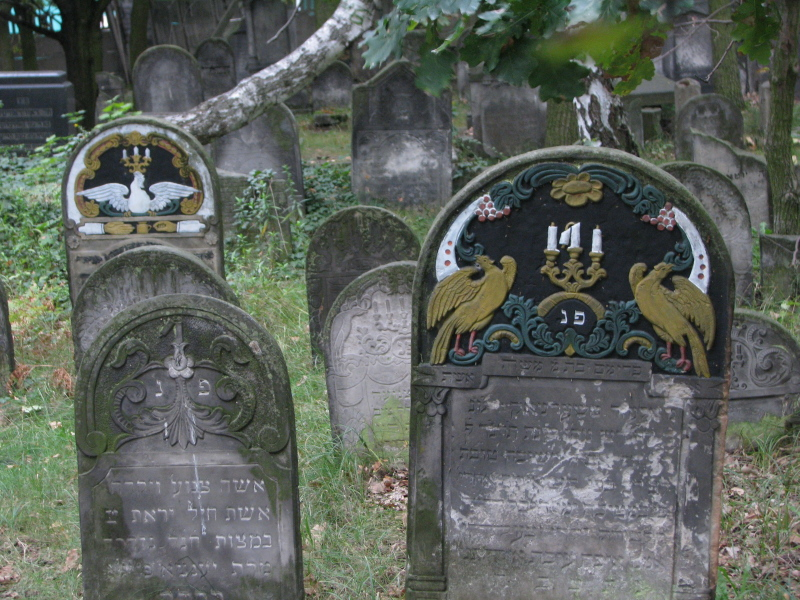
Cmentarz żydowski w Pabianicach

Pabianice, jako miasteczko należące do kapituły krakowskiej, miało przywilej zakazujący Żydom osiedlania się w granicach grodu. Poszedł on w zapomnienie w XIX w. podczas gwałtownego uprzemysławiania miasta, choć formalnie dopiero w 1862 zezwolono Żydom zamieszkać w Pabianicach. Osadnictwo żydowskie w latach 30. XIX w. było już tak liczne, że w 1836 zdecydowano się na założenie gminy wyznaniowej żydowskiej. Od 1847 Żydzi mieli już własną bożnicę na Starym Mieście przy ulicy Bóżniczej 4. Została ona zburzona po drugiej wojnie światowej w 1960 przez władze miasta pod pretekstem utworzenia niezbędnego targowiska. Do 2022 jedynym upamiętnieniem była tablica nieznanego pochodzenia z błędną informacją, że jej zburzenia dokonali naziści. Żydzi stanowili w 1849 15% mieszkańców Pabianic, a w 1939–18%. Zajmowali się głównie handlem, rzemiosłami i finansami. Kilka rodzin żydowskich dołączyło do grona zamożnych przemysłowców, a kilku z nich było radnymi. Mieli swoje ośrodki nauczania i wydawali swoją gazetę. Tworzyli silną grupę chasydów. W 2022 z inicjatywy lokalnych społeczników po raz pierwszy od 80 lat została przywrócona pamięć o ludności żydowskiej miasta Pabianic. Została zmieniona tablica w miejscu, gdzie znajdowała się synagoga przy ulicy Bóżniczej 4, oraz powstał mural z synagogą zburzoną ponad pół wieku temu. U zbiegu ulicy Zamkowej i Wyspiańskiego, w miejscu byłego boiska Krusche-Ender, na którym Żydzi przed wywiezieniem do Litzmannstadt i do obozu zagłady w Chełmnie nad Nerem przez kilka dni stali w deszczu, znajduje się miejsce upamiętnienia pabianickich Żydów

### II wojna światowa
Pierwsze niemieckie bomby spadły na Pabianice 3 września 1939, niszcząc domy na Starym Mieście i Bugaju. Zginęło kilkudziesięciu mieszkańców. Miasta broniły: 72. Pułk Piechoty i 15. Pułk Piechoty „Wilków”. Poniosły one ciężkie straty, głównie za sprawą dywersantów pochodzących najczęściej z miejscowej mniejszości niemieckiej, między innymi zabicie obsługi działka przeciwpancernego broniącego wejścia do miasta od ulicy Łaskiej). Dywersanci wskazywali hitlerowcom miejsca zgrupowań polskich żołnierzy, transporty wojskowe i magazyny z zaopatrzeniem dla armii, drogi obejścia linii obronnych. Miejsca te bombardowały hitlerowskie samoloty. Dywersanci urządzali też zasadzki na mniejsze oddziały polskich żołnierzy. 8 września do Pabianic wkroczyły wojska niemieckie.
Okupacja przyniosła zagładę mieszkającej w Pabianicach ludności żydowskiej. W lutym 1940 na Starym Mieście Niemcy utworzyli getto. W grudniu 1940 przebywało w nim ok. 9 tys. Żydów. W dniach 16–18 maja 1942 getto zostało zlikwidowane. 5600 osób dwoma transportami wysłano do Litzmannstadt Ghetto, kilkadziesiąt (głównie osoby starsze, chore oraz dzieci) rozstrzelano na miejscu, a pozostałych wywieziono do obozu zagłady w Chełmnie nad Nerem. Jedynym dziś śladem bytności ludności żydowskiej w Pabianicach są macewy na cmentarzu na zachodnich rubieżach miasta.
Pabianice zostały wcielone do III Rzeszy (znalazły się w tzw. Kraju Warty) i przeznaczone do całkowitej germanizacji. Miasto otrzymało nazwę Burgstadt, ulice i place – niemieckich patronów. W listopadzie 1939 zamknięto polskie szkoły i instytucje, w dalszej kolejności planując wysiedlenie całej polskiej ludności na wschód. Wielu Polaków w tym również dzieci deportowano do Rzeszy na przymusowe roboty. Władze okupacyjne usunęły Polaków z lepszych domów w centrum miasta. Ludność zmuszano do pracy w zakładach włókienniczych produkujących głównie tkaniny na mundury i bieliznę dla niemieckich żołnierzy.

Planowano również gruntowną przebudowę miasta, by odpowiadało ono niemieckim standardom. W 1941 w zachodniej części Pabianic Niemcy rozpoczęli budowę dzielnicy mieszkaniowej dla niemieckich kolonistów. Nadano jej nazwę Neue Heimat („Nowa Ojczyzna”). Projekt ten do końca wojny zrealizowano jedynie częściowo.
Obok konspiracji związanej ze ZWZ (a potem AK) w mieście działała też konspiracyjna Gwardia Ludowa utworzona tu w lipcu 1942. Przeprowadziła ona szereg akcji sabotażowych. W lutym 1943 podłożono ogień pod magazyn przędzy w zakładach Kruschego i Endera. Wywołano również pożar w Warsztatach Obsługi Technicznej i Sprzętu Drogowego (przy ul. Partyzanckiej). W listopadzie tego roku przecięto połączenia telefoniczne na linii Łódź–Kalisz, a także uszkodzono linię wysokiego napięcia, co spowodowało długotrwałą przerwę w dostawach prądu dla pabianickich zakładów.
Nocą z 19 na 20 stycznia 1945 do Pabianic wkroczyły wojska 1 Frontu Białoruskiego pod dowództwem marsz. Gieorgija Żukowa. Uciekających Niemców bombardowały radzieckie samoloty, a radzieckich żołnierzy i polską ludność cywilną – niemieckie, zabijając kilkaset osób i obracając w ruiny budynki w centrum miasta. Niemcy zdążyli zniszczyć największe tkalnie i zakłady mechaniczne.
Wieczorem 11 czerwca 1945 podziemie antybolszewickie opanowało budynek Urzędu Bezpieczeństwa Publicznego przy ulicy Wandy Wasilewskiej (Gdańskiej) i uwolniło bez wystrzału 10 więźniów (6 byłych akowców).

### Czasy współczesne

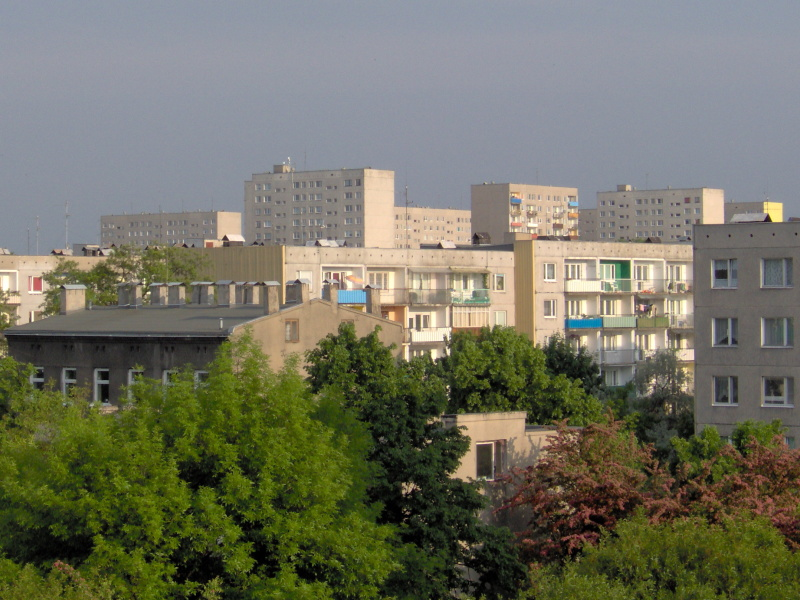
„Manhattan” na pabianickim osiedlu Bugaj

Pabianiccy Żydzi zostali wymordowani przez niemieckich nazistów w okresie Holocaustu, nieliczni ocaleni po wojnie wyemigrowali do Izraela. Niemcy, którzy nie uciekli w 1945 przed Armią Czerwoną, musieli kilka lat później przymusowo opuścić swe domy i wyjechać. Przejęte przez państwo wielkie fabryki po wojnie znacznie rozbudowywano, powstawały też nowe. Rozwinął się przemysł chemiczny i elektrotechniczny, w 1966 miasto zostało odznaczone Orderem Sztandaru Pracy I klasy. W zachodniej oraz południowej części miasta zbudowane osiedla bloków – Piaski i Bugaj. W latach 1975–1998 miasto administracyjnie należało do ówczesnego województwa łódzkiego. Obecne Pabianice to ponad 60-tysięczne miasto, w którym dominuje handel.

## Demografia
Dane o ludności z 31 grudnia 2023:
| Opis                                | Ogółem | Ogółem | Kobiety | Kobiety | Mężczyźni | Mężczyźni |
| ----------------------------------- | ------ | ------ | ------- | ------- | --------- | --------- |
| Jednostka                           | osób   | %      | osób    | %       | osób      | %         |
| Populacja                           | 60 598 | 100    | 32 669  | 53,91   | 27 929    | 46,09     |
| Wiek przedprodukcyjny (0–17 lat)    | 9100   | 15,02  | 4491    | 7,41    | 4609      | 7,61      |
| Wiek produkcyjny (18–65 lat)        | 34 000 | 56,11  | 16 217  | 26,76   | 17 783    | 29,35     |
| Wiek poprodukcyjny (powyżej 65 lat) | 17 498 | 28,88  | 11 961  | 19,74   | 5537      | 9,14      |

- Piramida wieku mieszkańców Pabianic

## Architektura i urbanistyka
Zabytki:

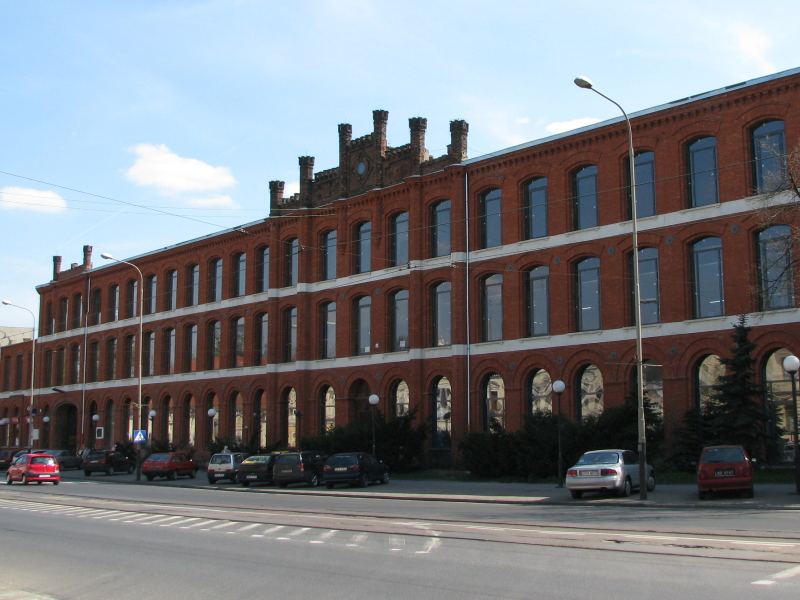
Dawna, monumentalna, neogotycka tkalnia zakładów Krusche & Ender.

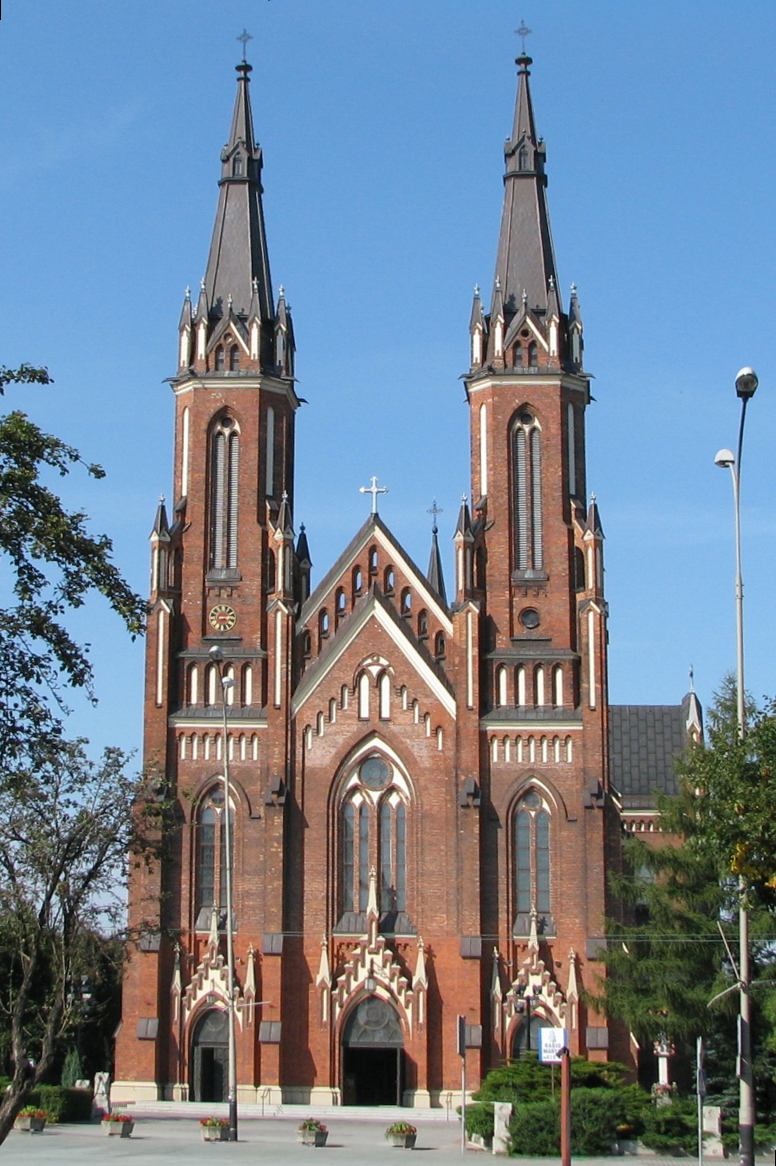
Największy w mieście, kościół pw. Najświętszej Marii Panny w Pabianicach

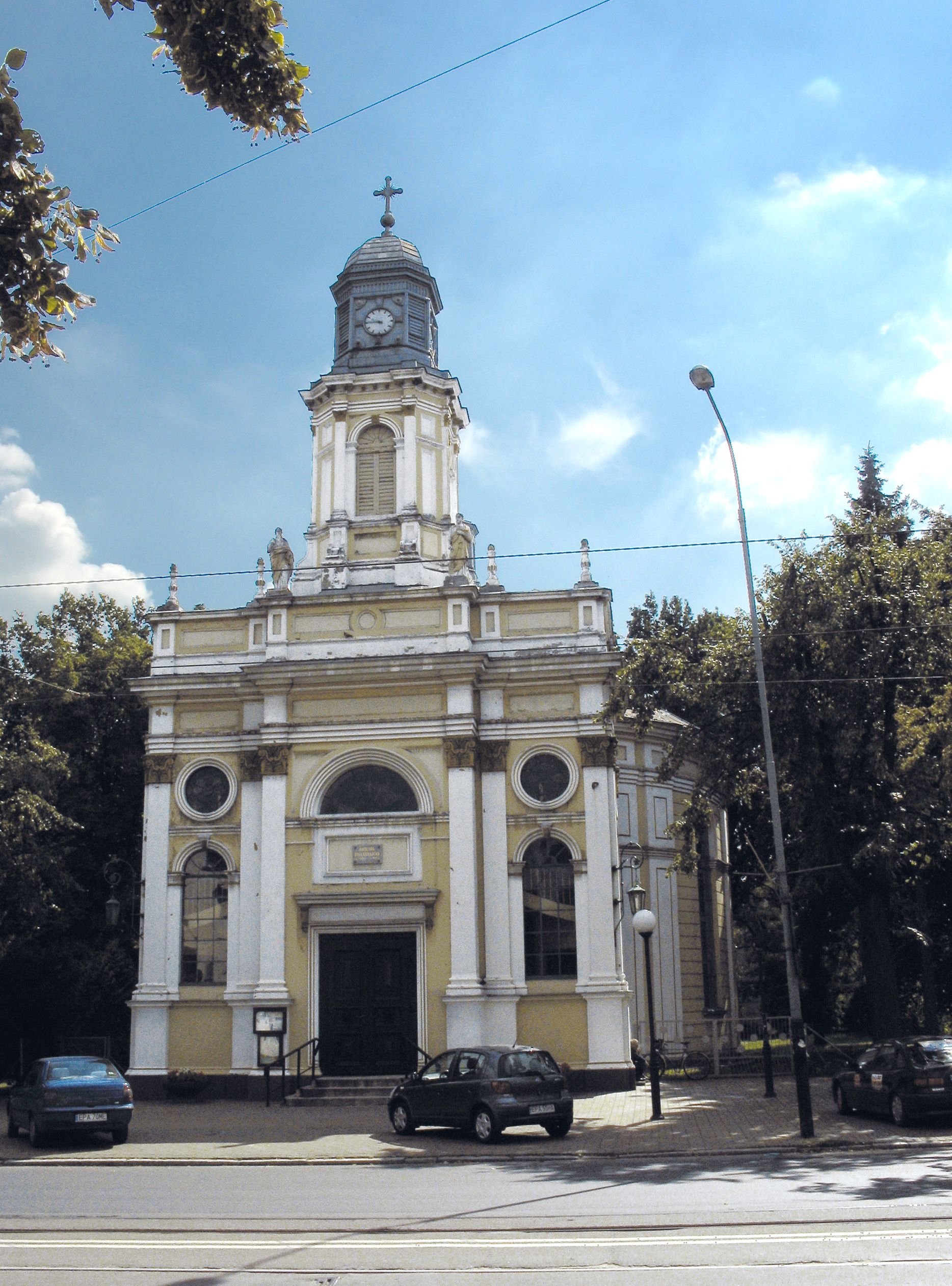
Ewangelicki kościół diecezjalny św. Piotra i Pawła w Pabianicach

1. Dwór obronny kapituły krakowskiej z 1571, ul. Stary Rynek 1;
2. Romańsko - gotycko - renesansowy kościół św. Mateusza z 1583-1588, ul. Stary Rynek 22;
3. Kościół ewangelicki św. Piotra i św. Pawła (diecezjalny) z 1827-1831 przy ul. Zamkowej 8;
4. Drewniany dom tkaczy z 1830, ul. św. Jana 20;
5. Dom z 1830, ul. Zamkowa 21;
6. Dom z 1830, ul. Zamkowa 23;
7. Cmentarz żydowski, I połowa XIX w. - ul. Jana Pawła II 57;
8. Zabudowania fabryczne zakładów bawełnianych „Krusche-Ender” (w Polsce Ludowej ZPB im. Rewolucji 1905 r.), II połowa XIX w. - ul. Zamkowa 4;
9. Dawne biuro zakładów „Krusche-Ender” z rzeźbą „Prządki” przy ulicy Zamkowej 3, II połowa XIX w.;
10. Dawny pałac rodziny Enderów, ul. Piłsudskiego 2, II połowa XIX w.;
11. Dawny pałac Rudolfa Kindlera zbudowany po 1880 przy ul. Zamkowa 26 – obecnie siedziba Urzędu Skarbowego;
12. Dom z 1885, ul. Piotra Skargi 78;
13. Dom z 1893, ul. Piłsudskiego 12;
14. Willa z ogrodem z 1905, ul. Piłsudskiego 14;
15. Kaplica cmentarna Kindlerów (mauzoleum) z 1913, ul. Ewangelicka.

### Dzielnice i osiedla
Stare Miasto, Centrum, Bugaj, Piaski, Karniszewice, Klimkowizna, Jutrzkowice, Wola Zaradzyńska Nowa, J. Salwy, Marii Konopnickiej, Jana Pawła II, Mikołaja Kopernika, Dąbrowa, Rypułtowice, Czyryczyn (dawn. Sereczyn), Karolew, Nowa Wieś.

## Gospodarka

### Przemysł

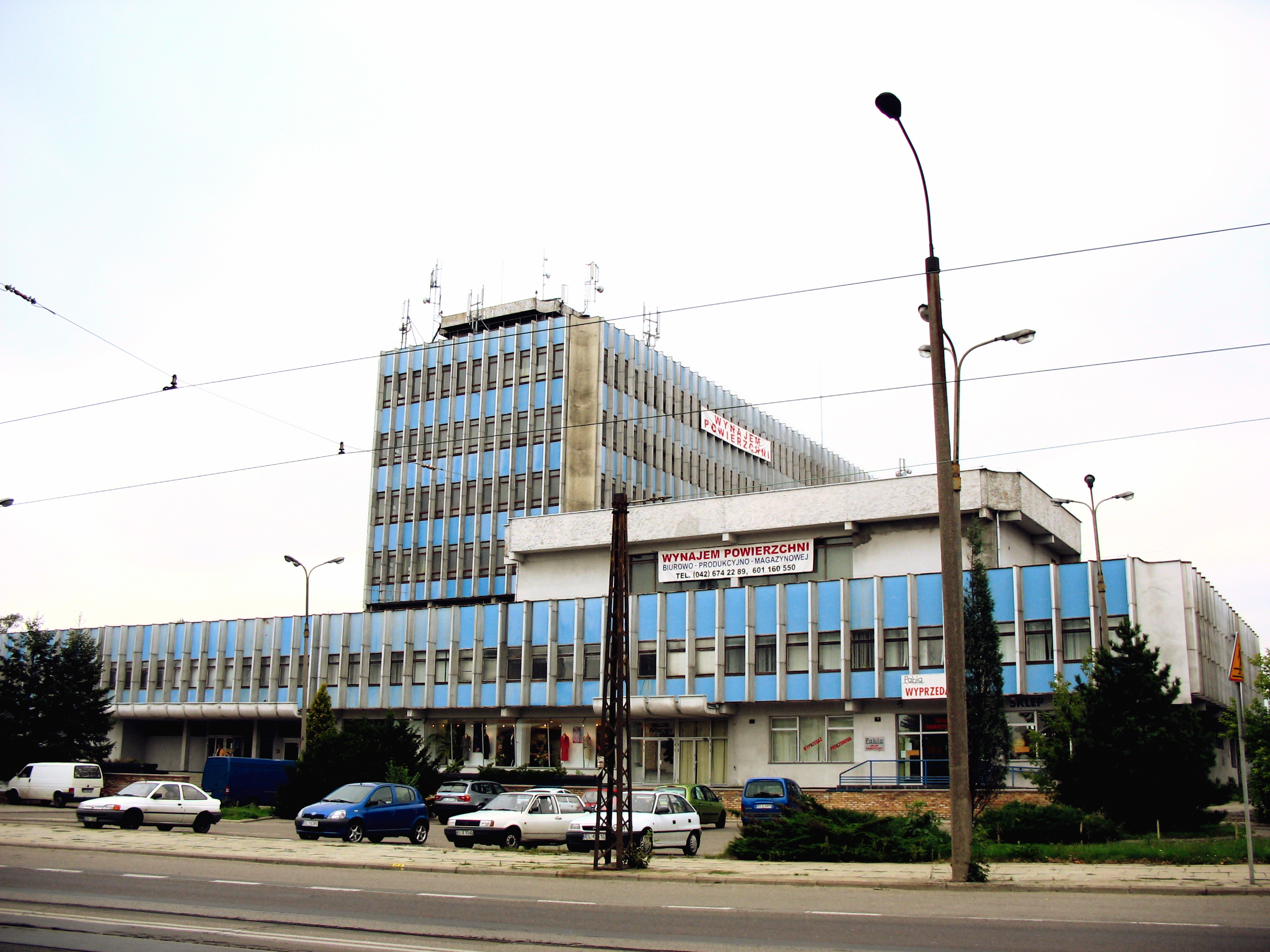
Budynek dawnych Zakładów Odzieżowych Pabia

W okresie powojennym Pabianice, tuż po Gliwicach, posiadały największą liczbę różnorodnych gałęzi przemysłu w Polsce. Okres nowego rozwoju gospodarczego po 1989 roku w znacznym stopniu zmienił strukturę własnościową zakładów przemysłowych. Tereny produkcyjne po nacjonalizacji przemysłu w Polsce po II wojnie światowej stały się własnością Skarbu Państwa lub spółdzielni. Obecnie zdecydowana większość przedsiębiorstw w Pabianicach należy do prywatnych inwestorów.
W 2003 niemal cała działalność produkcyjna nadal odbywała się na obszarach powstałych, zorganizowanych i zagospodarowanych w poprzednich okresach kształtowania przemysłu w mieście. Kumulują się one w trzech strefach:
- stara dzielnica przemysłowa
- nowa dzielnica przemysłowa
- obszary przy linii kolejowej

Przejście z gospodarki centralnie planowanej do gospodarki wolnorynkowej spowodowało, że wiele zakładów przemysłowych w Pabianicach podupadło, a liczne przedsiębiorstwa zlikwidowano (zakłady przemysłu bawełnianego Pamotex, fabryka maszyn drogowych Madro, zakłady przemysłu wełnianego Pawelana).
Kryzys wielkich zakładów przemysłowych, a zwłaszcza kombinatów włókienniczych, skutkował kurczeniem się powierzchni terenów przemysłowych, które pod koniec lat 80. XX w. obejmowały 158 ha. W 2003 powierzchnia tych terenów zmalała do 136 ha. Znaczny wpływ na to miało przeznaczenie wielohektarowych działek dawnych terenów fabrycznych pod budowę centrów handlowo-usługowych.
Ważne miejsce w strukturze gałęziowej zajmują: przemysł chemiczny (zakłady farmaceutyczne Polfa, fabryka leków Aflofarm), spożywczy (Zakłady Mięsne Pamso SA) oraz elektromaszynowy (fabryka żarówek Lumileds). Różnorodność gałęziowa sprawiła, że przemysł pabianicki nie popadł w stan głębokiego kryzysu.
Radykalne zmiany zaszły w strukturze wielkości zakładów. W 1989 w mieście było ok. 180 państwowych i spółdzielczych zakładów przemysłowych, w których pracowało około 30 tys. osób.
W 2003 działało 8477 przedsiębiorstw zatrudniających ok. 32,96 tys. pracowników, a w 2006 było zarejestrowanych 8554 podmiotów gospodarki narodowej, w których pracowało ok. 29,15 tys. osób.
Struktura działalności gospodarczej Pabianic w 2006 roku:
- Handel hurtowy i detaliczny, naprawa pojazdów i art. użytku domowego 34,16%
- przetwórstwo przemysłowe 18,21%
- obsługa nieruchomości, wynajem i usługi związane z prowadzeniem działalności gospodarczej 11,85%
- budownictwo 8,79%
- transport, gospodarka magazynowa, łączność 7,55%
- działalność usługowa społeczna, komunalna i indywidualna, pozostała 6,01%
- pozostałe gałęzie 13,42%.

Po 2003 upadały kolejne zakłady lub były prywatyzowane ewentualnie przekształcane w spółki. Dochód budżetu w 2010 na mieszkańca wyniósł 2062,52 zł, pięć lat później w 2015 dochód ten wyniósł 2431,27 zł na mieszkańca, a w 2020 roku 1868,64 zł. na osobę.

## Edukacja
- Szkoła Podstawowa nr 1 im. Kazimierza Promyka
- Szkoła Podstawowa nr 2 im. Jana Pawła II
- Szkoła Podstawowa nr 3 im. Mikołaja Kopernika
- Szkoła Podstawowa nr 5 im. Grzegorza Piramowicza
- Szkoła Podstawowa nr 8 im. Jadwigi Wajsówny
- Szkoła Podstawowa nr 9 z oddziałami integracyjnymi im. Jana Długosza
- Szkoła Podstawowa nr 13 im. Stefanii Sempołowskiej
- Szkoła Podstawowa nr. 14 im. Stanisława Staszica
- Szkoła Podstawowa nr 15 im. Armii Krajowej
- Szkoła Podstawowa nr 16 z oddziałami integracyjnymi im. Tadeusza Kościuszki
- Szkoła Podstawowa nr 17 im. Małgorzaty Kozery-Gliszczyńskiej
- Państwowa Szkoła Muzyczna I i II stopnia
- Zespół Szkół nr 1 im. Jana Kilińskiego
- Zespół Szkół nr 2 im. prof. Janusza Groszkowskiego
- Zespół Szkół nr 3 im. Legionistów miasta Pabianic
- Zespół Szkół Specjalnych
- „Optima” Zespół Szkół Prywatnych (dawniej „Heureka”)
- Branżowa Szkoła I i II Stopnia, Liceum Ogólnokształcące Ce-Erudio
- I Liceum Ogólnokształcące im. Jędrzeja Śniadeckiego
- II Liceum Ogólnokształcące im. Królowej Jadwigi
- Prywatne Liceum Ogólnokształcące im. św. Wincentego à Paulo
- Policealna Szkoła „Awangarda” w Pabianicach
- Policealna Szkoła Medyczna EduMedica w Pabianicach

## Media lokalne

### Prasa
- Obecnie:
  - „Życie Pabianic” – tygodnik, ukazuje się we wtorki
  - „Nowe Życie Pabianic” – pismo, ukazuje się we wtorki
  - Pabianicki Tygodnik Reklamowy – pismo bezpłatne ogłoszeniowe
  - Bliżej Ciebie – tygodnik, ukazuje się w soboty jako dodatek do łódzkiego Expressu Ilustrowanego
  - Pabianiciana – rocznik dotyczący historii i kultury miasta
  - Portal miejski zyciepabianic.pl
  - Portal informacyjny EPAinfo
  - Portal informacyjny tuPabianice
- Dawniej:
  - „Puls Pabianic” – bezpłatny tygodnik, ukazujący się w latach 2005–2007
  - „Gazeta Pabianicka. Niezależny tygodnik miejski”, wydawany w latach 1990–1996
  - „Moje Miasto Pabianice” – tygodnik wydawany od września 2008 do grudnia 2012 roku
  - „PabiaNICE” – miesięcznik (ukazywał się w trzeci piątek miesiąca) wydawany od września 2015 do listopada 2016
  - Portal informacyjny pabiaNICE.tv (wrzesień 2015 – sierpień 2022)[41]

### Telewizja
- Obecnie:
  - Pro-MOK – lokalna, Miejskiego Ośrodka Kultury, nadaje w latach 2003 – nadal
- Dawniej:
  - TVK TOP (Telewizja Osiedlowa Pabianice) – lokalna („piracka” do czasu otrzymania koncesji przez Gosat-Media) – w latach 1993–1995 w sieci UPC Pabianice (wówczas Gosat-Service Wrocław o. Pabianice)
  - TV Gosat-Media – lokalna z siedzibą we Wrocławiu – w latach 1995–2003 w sieci Gosat-Service (w tym czasie zmiana właściciela kablówki) następnie Polska TV Kablowa potem UPC o/Pabianice
  - TV TOP (Telewizja o Pabianicach) – prywatna – w latach 2007–2008 w sieci UPC Pabianice

## Sport
Koszykówka:
- Grot Alles Pabianice (Dawniej Hartmann, PTK, Włókniarz) żeński klub koszykówki, obecnie gra w kobiecej 1 lidze A.

Uks korona badminton
Futbol amerykański:
- Wilki Pabianice.

Piłka ręczna:
- SPR Pabiks Mag-Mar Pabianice – Stowarzyszenie Piłki Ręcznej Pabiks Pabianice (II liga)

Piłka nożna:
- MUKS Włókniarz Pabianice (Klasa okręgowa, gr. Łódź).
- Pabianickie Towarzystwo Cyklistów (Klasa A, gr. Łódź III).

Bieg na orientację:
- UKS Azymut Pabianice (I liga).

Strzelectwo sportowe:
- PKSOW LOK „Walter”.

Rugby 7:
- Fabrykanci Pabianice RC.

Piłka siatkowa:
- Energia Pabianice

Brazylijskie Jiu-Jitsu
- Gracie Barra Team Draculino Pabianice

## Wypoczynek – Kąpielisko

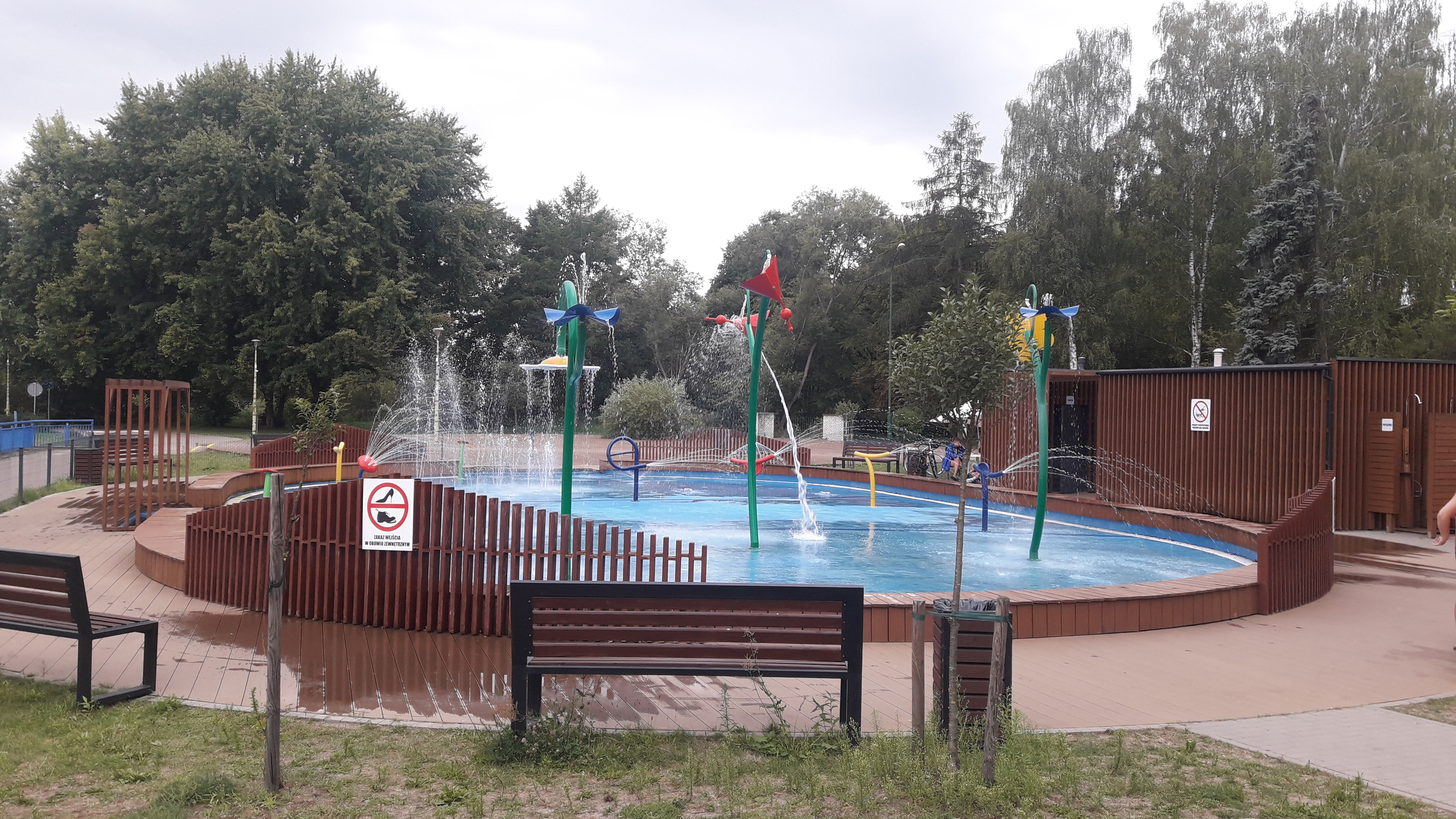
Wodny plac zabaw na Lewitynie

Lewityn, Businka, POSTIW, MOSiR – różne nazwy kojarzące się z jednym miejscem – ulicą Bugaj 110. Są to rozległe stawy przylegające do osiedla Bugaj będące przez lata wypoczynkowym zapleczem Pabianic. W 1936 zakupił je Aleksander Lewitin, oczyścił, zarybił i po zainstalowaniu piaszczystej plaży wraz z zapleczem (szatnie damskie i męskie, bufet) udostępnił jako miejskie kąpielisko z łódkami i kajakami.
Lewitinowie byli właścicielami tego miejsca do 1946, kiedy w wyniku reformy rolnej stawy zostały im odebrane. W latach 50. XX w. miejsce, które zaczęło być nazywane przez mieszkańców „Lewitynem”, weszło w skład Państwowych Gospodarstw Rolnych, a pod koniec dekady przekazano je Przedsiębiorstwu Gospodarki Komunalnej. Teren stawów zagospodarowany miał być jako teren wypoczynkowy. Fundusze na ten cel znalazły się dopiero w latach 60., kiedy podobne obiekty powstawały w różnych ośrodkach miejskich. Lokalizacja doskonale się do tego nadawała. Przylegała do powstającego osiedla Bugaj, ale była jeszcze na uboczu miasta. Prace budowlane były prowadzone w latach 1963–1966. W lipcu 1966 nastąpiło uroczyste otwarcie Miejskiego Ośrodka Sportu, Turystyki i Wypoczynku mimo nieukończonych prac budowlanych piętrowego budynku z zapleczem gospodarczym, kawiarnią „Turkus” i tarasem. Pierwszą kierowniczką „Lewityna” została Jadwiga Wajs-Marcinkiewicz, polska lekkoatletka i przedwojenna zdobywczyni medali olimpijskich w Los Angeles i Berlinie.
Po kilkudziesięciu latach ośrodek popadł w ruinę. W ramach rewitalizacji obiektu w 2019 wybudowano Wodny plac zabaw na Lewitynie, którego budynek stoi na miejscu dawnej kawiarni „Turkus” i jest atrakcją dla dzieci w wieku 3–14 lat.

## Wspólnoty wyznaniowe

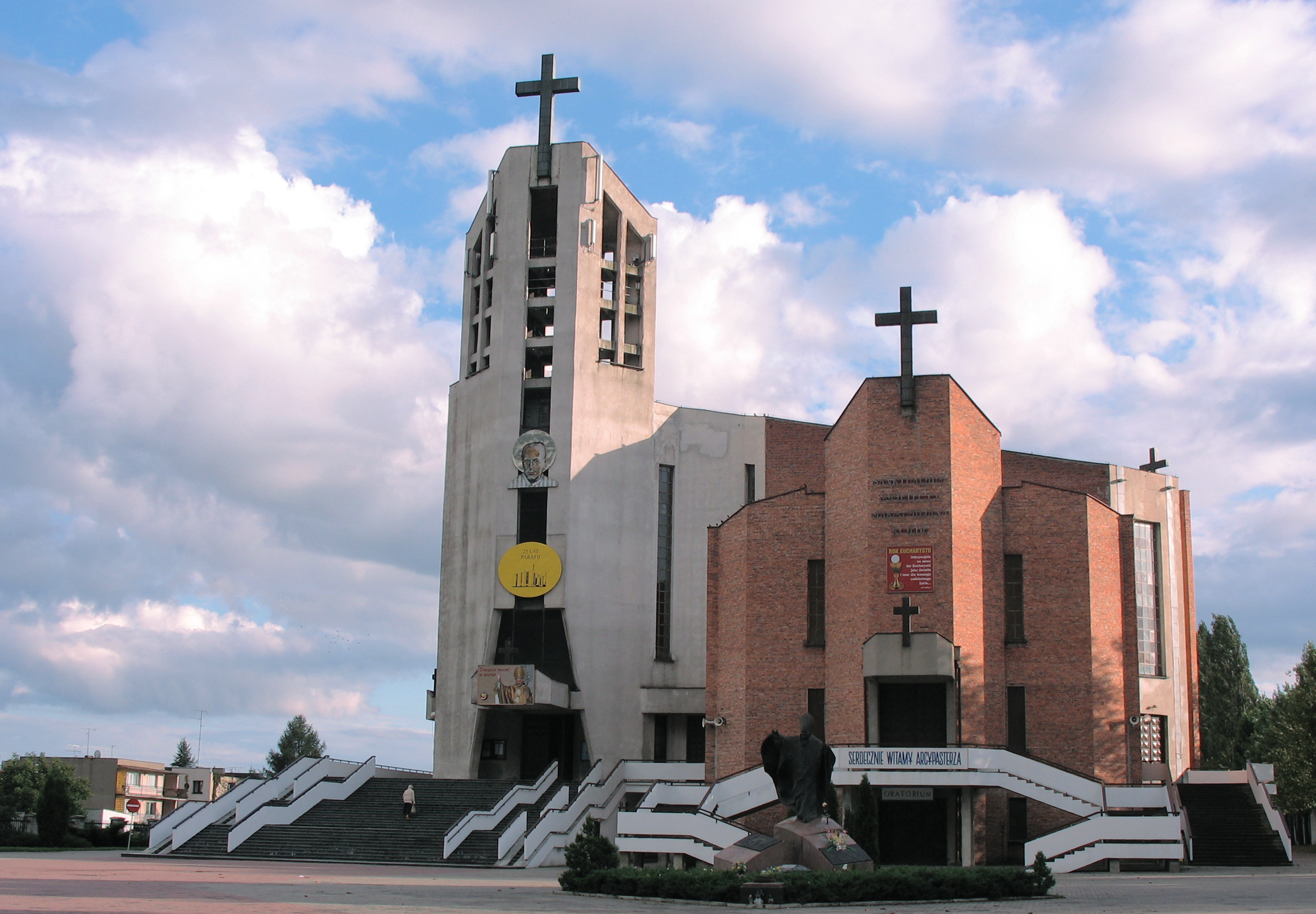
Kościół rzymskokatolicki św. Maksymiliana Kolbego w Pabianicach

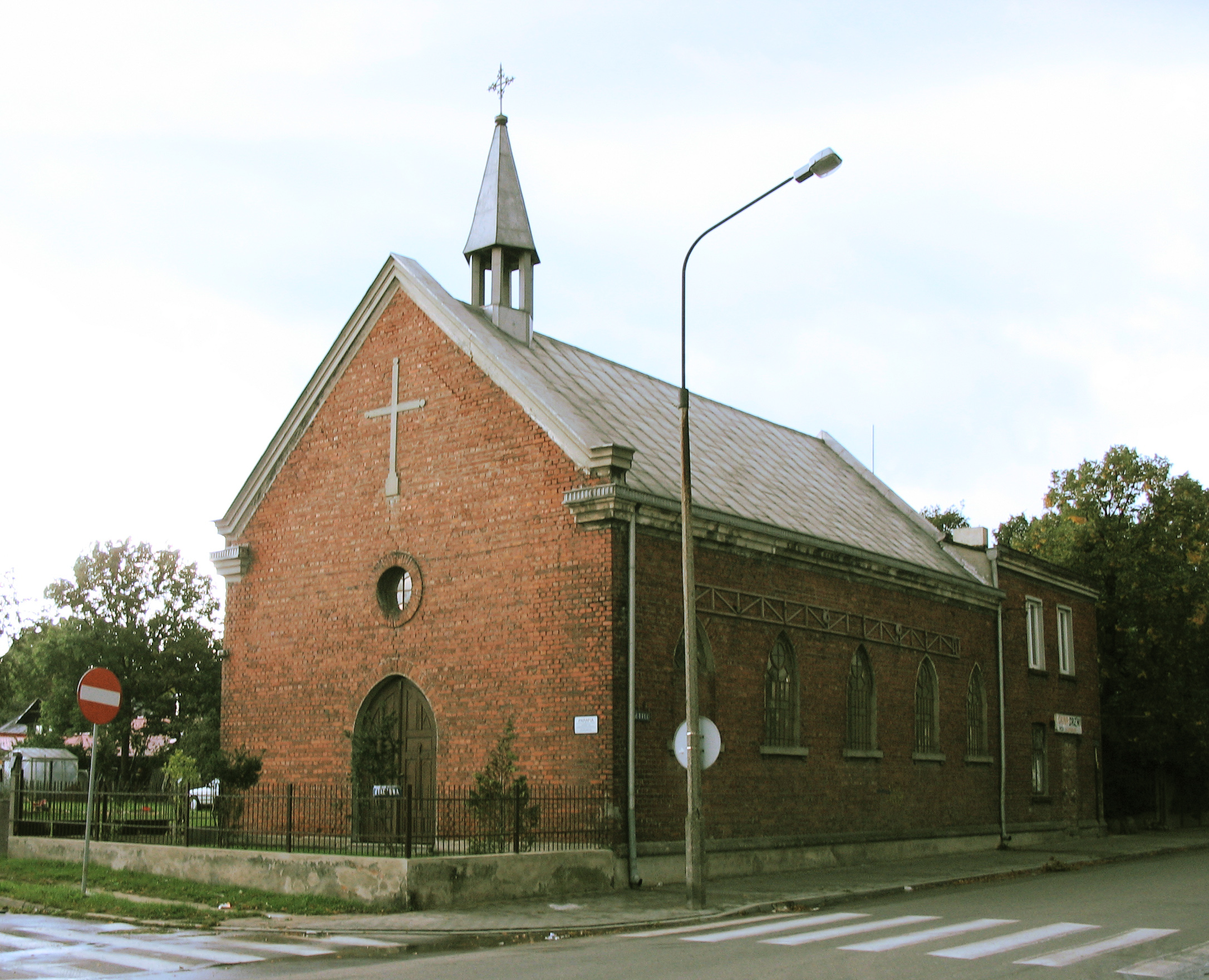
Kościół starokatolicki mariawitów Przenajświętszego Sakramentu w Pabianicach

Na terenie Pabianic działalność religijną prowadzą następujące Kościoły i związki wyznaniowe:
- Kościół rzymskokatolicki
  - Parafia św. Mateusza i św. Wawrzyńca
  - Parafia Najświętszej Maryi Panny Różańcowej
  - Parafia św. Maksymiliana Marii Kolbego
  - Parafia św. Floriana
  - Parafia Chrystusa Króla Wszechświata
  - Parafia Miłosierdzia Bożego
  - Parafia Trójcy Przenajświętszej
- Kościół Starokatolicki Mariawitów
  - Parafia Przenajświętszego Sakramentu
- Kościół Ewangelicko-Augsburski
  - Parafia św. Piotra i św. Pawła – Kościół ewangelicko-augsburski św. Piotra i Pawła (diecezjalny)
- Kościół Ewangelicko-Metodystyczny
  - Parafia Dobrego Pasterza
- Kościół Zielonoświątkowy
  - Zbór Kościoła Zielonoświątkowego
- Polski Autokefaliczny Kościół Prawosławny
  - Punkt Duszpasterski pw. Ikony Matki Bożej Wszystkich Strapionych Radość - punkt działa przy Rzymskokatolickiej Parafii św. Maksymiliana Marii Kolbego w Pabianicach[45]
- Kościół Chrystusowy „Genesis Nova”[46]
- Chrześcijański Kościół „Dobra Nowina”[potrzebny przypis]
- Świadkowie Jehowy:
  - zbór Pabianice-Bugaj
  - zbór Pabianice–Południe
  - zbór Pabianice–Północ (Sala Królestwa ul. Polna 5–7)[47][48].

## Transport zbiorowy

### Komunikacja miejska
Początki komunikacji miejskiej w Pabianicach sięgają 1901, kiedy 17 stycznia otwarto linię tramwajową Pabianice-Łódź i wyruszyły pierwsze tramwaje, które dojeżdżały jedynie do przedmieścia. Linia była przedłużana w latach 1905 (do Zamku) i w 1924 i aż w końcu biegła całą główną ulicą miasta – do stacji kolejowej. W 1968 przedłużono linię tramwajową do pętli Wiejska i wybudowano skrętnię Duży Skręt.
Do 1972 ponad 20-kilometrowa linia tramwajowa była jedynym środkiem komunikacji miejskiej. 19 lipca 1972 MPK Łódź postawił pierwsze przystanki i wprowadził kursy autobusów miejskich linii 1, a 17 stycznia 1977 uruchomił linię 2 obejmujące nowe dzielnice. Od 1984 w szybkim tempie powstawały kolejne linie autobusowe na których kursowały Ikarusy 260 i Jelcze.
W 1992 pabianickie linie autobusowe obsługiwane przez MPK Łódź przejęło przedsiębiorstwo MZK Pabianice, które wprowadziło swoje bilety, wymieniło autobusy na nowocześniejsze jelcze. We flocie było 12 Manów NL 202, 14 Solarisów Urbino 12 i 3 Jelcze M081MB. Autobusy zmieniły barwy z czerwono-białych na niebiesko-żółte (kolor flagi Pabianic). W 2004 linię tramwajową 41 (Pabianice-Łódź: plac Niepodległości) zastąpiono linią 11 – z Pabianic przez Łódź do Zgierza. Linia 11 jest komercyjna. Po eksperymencie polegającym na zatrudnieniu konduktorów, w tramwajach zamontowano automaty sprzedające bilety. W 2007 rozpoczęto przebudowę torowiska linii 11 w ramach projektu „Tramwaj Regionalny”, współfinansowanego z funduszy Unii Europejskiej. W III etapie remont ma objąć obszar Pabianic. Obecnie linia 11 przebiega tylko w Łodzi. Do Pabianic kursował tramwaj linii P, a od 1 sierpnia 2010 ponownie kursuje na linii 41 należąca do Lokalnego Transportu Zbiorowego miasta Łodzi. Jeździ on od przystanku „Wiejska/Łaska” w Pabianicach do Placu Niepodległości w Łodzi. Nowością są bilety czasowe, które wprowadzono na tej linii. Od 14 maja 2017 do 31 października 2017 kursowanie tramwaju było zawieszone i wprowadzona była autobusowa komunikacja zastępcza Z41. W dniu 1 grudnia 2019 rozpoczęła się inwestycja w której zostały wyremontowane drogi i infrastruktura tramwajowa, dlatego do marca 2020 tramwaj dojeżdżał tylko do przystanku przy ulicy Cegielnianej w Ksawerowie. Dalej autobus linii Z41 jechał aż do przystanku „Wiejska/Łaska”. Od lipca 2020 przez 3 lata na całej trasie od ulicy Wiejskiej do placu Niepodległości kursował autobus. Od 1 lipca 2023 po ukończeniu remontu torowiska została przywrócona linia tramwajowa 41. W związku z przywróceniem tej linii została zlikwidowana zastępcza linia Z41 oraz tramwaj linii Z17 który uzupełniał kursy na ulicy Pabianickiej w Łodzi.
Przez Pabianice przebiegają drogi krajowe oraz drogi wojewódzkie:
Drogi krajowe:
- S8 Południowa obwodnica Pabianic
- S14 Zachodnia obwodnica Pabianic
- 71 Stryków – Zgierz, Pabianice – Rzgów

Drogi wojewódzkie:
- 482 węzeł Bralin S8 – Wieruszów – Złoczew – Sieradz – Łask – Pabianice – Ksawerów - Łódź (rondo Henryka Pietrzaka) DK14[54][55]
- 485 Bełchatów – Wadlew – Pabianice.

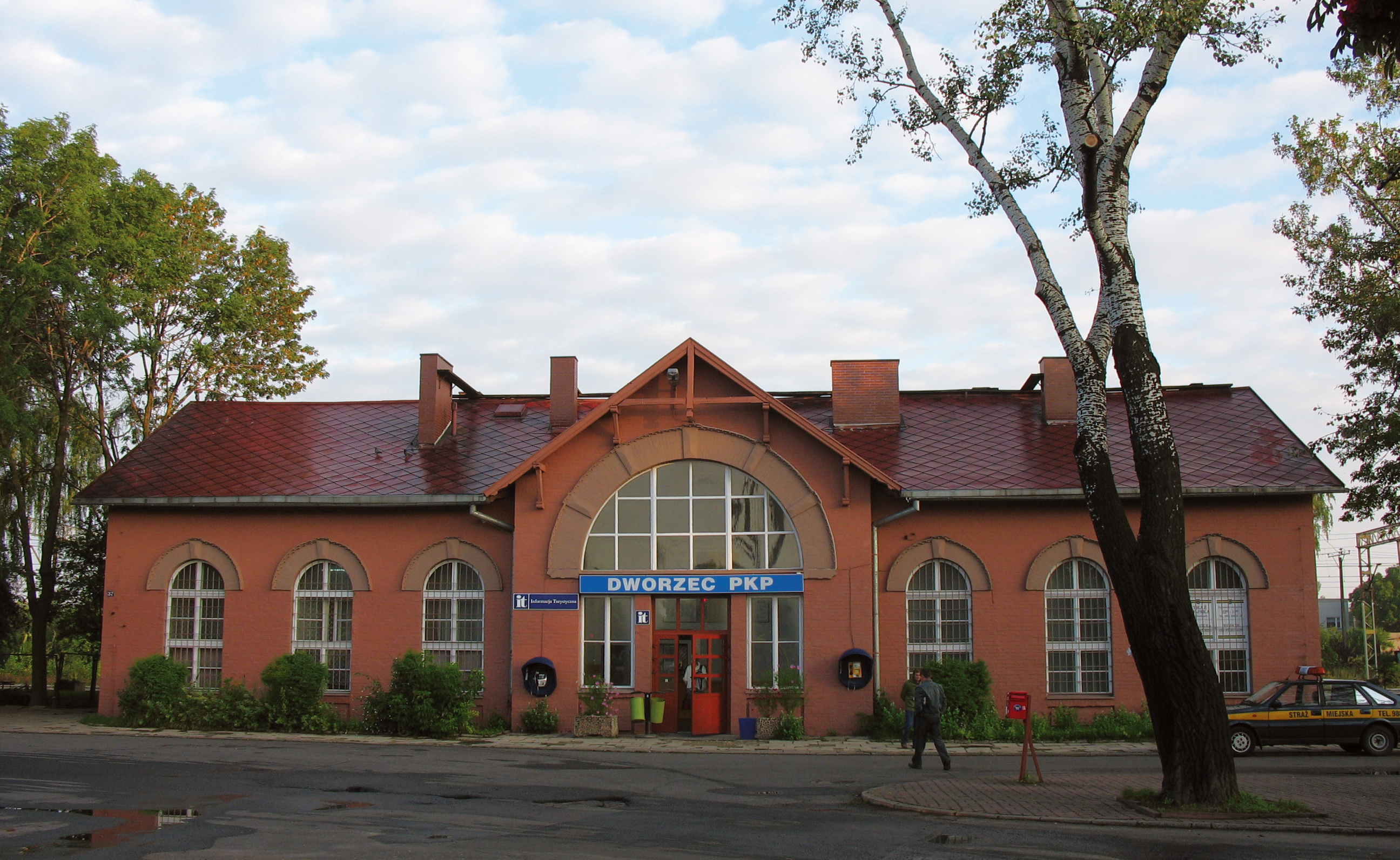
Dworzec kolejowy w Pabianicach

### Kolej
Na terenie miasta Pabianice znajduje się stacja kolejowa Pabianice (otwarta w 1902 r., mająca kategorię dworca regionalnego) oraz przystanek kolejowy Pabianice Północne, otwarty 10 grudnia 2023 r.

## Ochrona przyrody

### Pomniki przyrody
| Nazwa                                                                             | Obwód na wys. 1,3 m (cm) | Wysokość (m)                  | Lokalizacja                                                                  | Data wpisu | Sprawujący nadzór         | Podstawa prawna |
| --------------------------------------------------------------------------------- | ------------------------ | ----------------------------- | ---------------------------------------------------------------------------- | ---------- | ------------------------- | --- |
| Dąb szypułkowy (160–letni)                                                        | 333                      | 25 m (rozpiętość korony 20 m) | cmentarz ewangelicko-augsburski ul. Ewangelicka                              | 10.01.1990 | Prezydent Miasta Pabianic | Uchwała NR XLIV/548/13 Rady Miejskiej w Pabianicach z dnia 5 września 2013 w sprawie pomników przyrody rosnących na terenie Cmentarza Ewangelicko-Augsburskiego w Pabianicach (Dz. Urz. Woj. Łódzkiego poz. 4400), Zarządzenie Nr 8/90 Prezydenta Miasta Łodzi z dnia 10 stycznia 1990 r. Dz. Urz. Woj. Łódzkiego Nr 3, poz. 24 |
| Lipa drobnolistna (~ 160–letnia)                                                  | 427                      | 30 m (rozpiętość korony 18 m) | cmentarz ewangelicko-augsburski ul. Ewangelicka                              | 10.01.1990 | Prezydent Miasta Pabianic | Uchwała NR XLIV/548/13 Rady Miejskiej w Pabianicach z dnia 5 września 2013 w sprawie pomników przyrody rosnących na terenie Cmentarza Ewangelicko-Augsburskiego w Pabianicach (Dz. Urz. Woj.. Łódzkiego poz. 4400), Zarządzenie Nr 8/90 Prezydenta Miasta Łodzi z dnia 10 stycznia 90. Dz. Urz. Woj. Łódzkiego Nr 3, poz. 24 |
| Modrzew europejski                                                                | 286                      | 18 m (rozpiętość korony 16 m) | cmentarz ewangelicko-augsburski ul. Ewangelicka                              | 10.01.1990 | Prezydent Miasta Pabianic | Uchwała NR XLIV/548/13 Rady Miejskiej w Pabianicach z dnia 5 września 2013 r. w sprawie pomników przyrody rosnących na terenie Cmentarza Ewangelicko-Augsburskiego w Pabianicach (Dz. Urz. Woj.. Łódzkiego poz. 4400), Zarządzenie Nr 8/90 Prezydenta Miasta Łodzi z dnia 10 stycznia 90. Dz. Urz. Woj. Łódzkiego Nr 3, poz. 24 |
| Lipa drobnolistna (110–letnia)                                                    | 320                      | 24 (rozpiętość korony 15 m)   | Parafia rzymskokatolicka św. Floriana, ul. Warszawska 34                     | 12.11.1993 | Prezydent Miasta Pabianic | Uchwała NR XLIV/547/13 Rady Miejskiej w Pabianicach z dnia 5 września 2013 w sprawie pomników przyrody rosnących na terenie Bulwaru im. F. Krusche nad rzeką Dobrzynką, Placu przykościelnego przy ul. Warszawskiej 34 oraz Parku im. J. Słowackiego w Pabianicach (Dz. Urz. Woj. Łódzkiego poz. 4399), Rozporządzenie Nr 10/93 Wojewody Łódzkiego z dnia 12 listopada 1993 r. w sprawie uznania niektórych tworów przyrody na terenie województwa łódzkiego za pomniki przyrody i ochrony tych pomników |
| Jesion wyniosły (~ 160–letni)                                                     | 346                      | 20 (rozpiętość korony 10 m)   | park im. J. Słowackiego dz. Nr 193/4 (P-9)                                   | 12.11.1993 | Prezydent Miasta Pabianic | Uchwała NR XLIV/547/13 Rady Miejskiej w Pabianicach z dnia 5 września 2013 w sprawie pomników przyrody rosnących na terenie Bulwaru im. F. Krusche nad rzeką Dobrzynką, Placu przykościelnego przy ul. Warszawskiej 34 oraz Parku im. J. Słowackiego w Pabianicach (Dz. Urz. Woj. Łódzkiego poz. 4399), Rozporządzenie Nr 10/93 Wojewody Łódzkiego z dnia 12 listopada 1993 r. w sprawie uznania niektórych tworów przyrody na terenie województwa łódzkiego za pomniki przyrody i ochrony tych pomników |
| Kasztanowiec zwyczajny                                                            | 378                      | 17 (rozpiętość korony 15 m)   | park im. J. Słowackiego dz. Nr 216 (P-9)                                     | 12.11.1993 | Prezydent Miasta Pabianic | Uchwała NR XLIV/547/13 Rady Miejskiej w Pabianicach z dnia 5 września 2013 w sprawie pomników przyrody rosnących na terenie Bulwaru im. F. Krusche nad rzeką Dobrzynką, Placu przykościelnego przy ul. Warszawskiej 34 oraz Parku im. J. Słowackiego w Pabianicach (Dz. Urz. Woj. Łódzkiego poz. 4399), Rozporządzenie Nr 10/93 Wojewody Łódzkiego z dnia 12 listopada 1993 r. w sprawie uznania niektórych tworów przyrody na terenie województwa łódzkiego za pomniki przyrody i ochrony tych pomników |
| Platan klonolistny                                                                | 333                      | 24 (rozpiętość korony 19 m)   | park im. J. Słowackiego dz. Nr 216 (P-9)                                     | 12.11.1993 | Prezydent Miasta Pabianic | Uchwała NR XLIV/547/13 Rady Miejskiej w Pabianicach z dnia 5 września 2013 w sprawie pomników przyrody rosnących na terenie Bulwaru im. F. Krusche nad rzeką Dobrzynką, Placu przykościelnego przy ul. Warszawskiej 34 oraz Parku im. J. Słowackiego w Pabianicach (Dz. Urz. Woj. Łódzkiego poz. 4399), Rozporządzenie Nr 10/93 Wojewody Łódzkiego z dnia 12 listopada 1993 r. w sprawie uznania niektórych tworów przyrody na terenie województwa łódzkiego za pomniki przyrody i ochrony tych pomników |
| Szpaler 47 dębów szypułkowych                                                     | 175–332                  | 10–25 m                       | ul. Zagajnikowa                                                              | 28.09.2005 | Prezydent Miasta Pabianic | Uchwała NR XLV/586/13 Rady Miejskiej w Pabianicach z dnia 15 października 2013 zmieniająca uchwałę Nr LI/458/05 Rady Miejskiej w Pabianicach z dnia 28 września 2005 r. w sprawie uznania za pomnik przyrody (Dz. Urz. Woj. Łódzkiego poz. 4748), Uchwała Nr LI/458/05 Rady Miejskiej w Pabianicach z dnia 28 września 2005 r.w sprawie uznania za pomnik przyrody |
| Aleja dębowa – 63 drzew, z czego 52 szt. – dąb szypułkowy, 11 szt. – dąb czerwony | 146–273                  |                               | „Pabianickie Centrum Medyczne” Sp. z o.o. w Pabianicach ul. Jana Pawła II 68 | 27.12.2006 | Prezydent Miasta Pabianic | Uchwała NR XLV/587/13 Rady Miejskiej w Pabianicach z dnia 15 października 2013 zmieniająca uchwałę Nr IV/36/06 Rady Miejskiej w Pabianicach z dnia 27 grudnia 2006 r. w sprawie uznania dębów za pomnik przyrody (Dz. Urz. Woj. Łódzkiego poz. 4749), Uchwała Nr IV/36/06 Rady Miejskiej w Pabianicach z dnia 27 grudnia 2006 w sprawie uznania za pomnik przyrody |

## Honorowi obywatele miasta Pabianic
- Janusz Alwasiak
- Aleksander Arkuszyński
- Bohdan Bejze
- Jan Berner
- Marian Borkowski
- Norbert Hans
- Jan Paweł II
- Janusz Jantoń
- Radosław Januszkiewicz
- Lucjan Jaroszka
- Jan Kaczmarek
- Ryszard Kaczorowski
- Jerzy Kasperski
- Janusz Koziara
- Henryk Langierowicz
- Zygmunt Luboński
- Andrzej Moszura
- Ryszard Olszewski
- Milena Piotrowska
- Wojciech Stec
- Jan Szuba
- Jadwiga Wajs-Marcinkiewicz
- Zdzisław Wlazłowicz

## Inne osoby związane z Pabianicami
- Henryk Stenzel (1899–1980), paleontolog, urodzony w Pabianicach[59][60].

- Dora Diamant (1898–1952), opiekunka i towarzyszka pisarza Franza Kafki, urodzona w Pabianicach[61].

## Miasta partnerskie
| Miasto partnerskie | Państwo | Data zawarcia porozumienia |
| ------------------ | ------- | -------------------------- |
| Rakiszki           | Litwa   | 19 czerwca 1998            |
| Plauen             | Niemcy  | 25 kwietnia 2005           |
| Kerepes            | Węgry   | 30 maja 2009               |

Od 3 lipca 2016 Pabianice utrzymywały kontakty partnerskie z Kuźniecowskiem na Ukrainie. 28 marca 2018 współpraca między miastami została zerwana z powodu kontrowersji wywołanych gloryfikowaniem przez Kuźniecowsk Stepana Bandery i Romana Szuchewycza, przywódców ukraińskich grup nacjonalistycznych.
W 2022, w związku z rosyjską agresją na Ukrainę, Pabianice zerwały trwającą od 2002 współpracę z miastem Gusiew w obwodzie królewieckim.